# لوكاس برازداوسكيس
لوكاس برازداوسكيس (بالليتوانية: Lukas Brazdauskis)‏ مواليد 1 أكتوبر 1988 في كاوناس، الجمهورية الليتوانية السوفيتية الاشتراكية، هو لاعب كرة سلة ليتواني. بدأ مسيرته الاحترافية في سنة 2007. يبلغ طوله 6 قدم 8 بوصة (2.0 م). لعب مع ليتوفوس رايتس من سنة 2007 إلى 2010، ثم لعب مع نادي نفيجيس لكرة السلة في موسم 2010–2011.

## روابط خارجية
- لوكاس برازداوسكيس على موقع الاتحاد الدولي لكرة السلة (الإنجليزية)
- لوكاس برازداوسكيس على موقع كرة السلة الأوروبية.كوم (الإنجليزية)
- لوكاس برازداوسكيس على موقع ريلجم (الإنجليزية)
- لوكاس برازداوسكيس على موقع بروبوليرز (الإنجليزية)
- لوكاس برازداوسكيس على موقع سبورتس رفرنس (الإنجليزية)